# Alexis Troy/Diskografie
Diese Diskografie ist eine Übersicht über die musikalischen Werke des deutschen Musikers, Komponisten, Liedtexters und Musikproduzenten Alexis Troy und seiner Beteiligung bei United Hustlers. Den Schallplattenauszeichnungen zufolge hat er bisher mehr als 3,8 Millionen Tonträger verkauft. Seine erfolgreichste Veröffentlichung ist die Autorenbeteiligung und Produktion von Dior 2001 (RIN) mit über 630.000 verkauften Einheiten.

## Alben

### EPs
| Jahr | Titel Musiklabel                 | Anmerkungen                            |
| ---- | -------------------------------- | -------------------------------------- |
| 2014 | History of Violence Selbstverlag | Erstveröffentlichung: 23. Mai 2014     |
| 2015 | Nautilus Nemesis Records (NR)    | Erstveröffentlichung: 24. April 2015   |
| 2019 | Dread Selbstverlag               | Erstveröffentlichung: 8. November 2019 |

## Singles
| Jahr | Titel Album             | Anmerkungen                                                                   |
| ---- | ----------------------- | ----------------------------------------------------------------------------- |
| 2015 | Neon –                  | Erstveröffentlichung: 5. März 2015                                            |
| 2015 | Eyes Wide Shut –        | Erstveröffentlichung: 30. März 2015                                           |
| 2017 | Don’t Worry, Be Happy – | Erstveröffentlichung: 10. März 2017 feat. Eva Bardo; Original: Bobby McFerrin |
| 2017 | Keta –                  | Erstveröffentlichung: 3. April 2017                                           |
| 2018 | Game Hunt –             | Erstveröffentlichung: 30. April 2018 mit Serious Klein                        |
| 2018 | Freak Like Me –         | Erstveröffentlichung: 22. Mai 2018 feat. Ayelle                               |
| 2019 | Silent Runner –         | Erstveröffentlichung: 21. Februar 2019                                        |
| 2019 | Say Goodbye Dread       | Erstveröffentlichung: 26. Juli 2019                                           |

## Autorenbeteiligungen und Produktionen
Alexis Troy als Autor (A) und Produzent (P) in den Charts

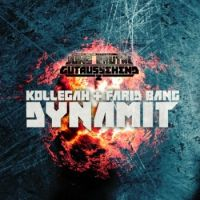
Frontcover zu Dynamit.

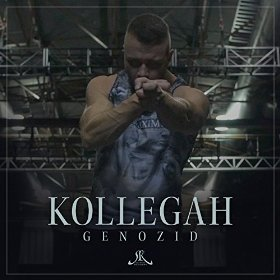
Frontcover zu Genozid.

| Jahr | Titel Interpretation                                 | Höchstplatzierung, Gesamtwochen, AuszeichnungChartplatzierungen (Jahr, Titel, Interpretation, Platzierungen, Wochen, Auszeichnungen, Anmerkungen) | Höchstplatzierung, Gesamtwochen, AuszeichnungChartplatzierungen (Jahr, Titel, Interpretation, Platzierungen, Wochen, Auszeichnungen, Anmerkungen) | Höchstplatzierung, Gesamtwochen, AuszeichnungChartplatzierungen (Jahr, Titel, Interpretation, Platzierungen, Wochen, Auszeichnungen, Anmerkungen) | Anmerkungen                                                                                              |
| Jahr | Titel Interpretation                                 | DE | AT | CH | Anmerkungen                                                                                              |
| --- | ---------------------------------------------------- | --- | --- | --- | --- |
| 2012 | Dynamit A, P Kollegah & Farid Bang                   | DE28 (2 Wo.)DE | AT39 (1 Wo.)AT | CH41 (1 Wo.)CH | Erstveröffentlichung: 30. November 2012                                                                  |
| 2014 | Alpha A, P Kollegah                                  | DE15 Gold · (13 Wo.)DE | AT39 (4 Wo.)AT | CH42 (2 Wo.)CH | Erstveröffentlichung: 13. Februar 2014 Verkäufe: + 150.000                                               |
| 2014 | AKs im Wandschrank A, P Kollegah                     | DE21 (8 Wo.)DE | AT42 (4 Wo.)AT | CH41 (1 Wo.)CH | Erstveröffentlichung: 12. März 2014                                                                      |
| 2014 | King A, P Kollegah                                   | DE10 Gold · (7 Wo.)DE | AT28 (3 Wo.)AT | CH22 (2 Wo.)CH | Erstveröffentlichung: 19. April 2014 Verkäufe: + 150.000                                                 |
| 2014 | Du bist Boss A, P Kollegah                           | DE36 Gold · (8 Wo.)DE | — | — | Erstveröffentlichung: 3. Mai 2014 Verkäufe: + 150.000                                                    |
| 2015 | Keine neuen Freunde A, P Kollegah                    | DE65 (5 Wo.)DE | — | — | Erstveröffentlichung: 18. September 2015                                                                 |
| 2015 | John Gotti A, P Kollegah                             | DE31 Gold · (3 Wo.)DE | — | — | Erstveröffentlichung: 13. November 2015 Verkäufe: + 200.000                                              |
| 2015 | Genozid A, P Kollegah                                | DE73 (3 Wo.)DE | AT61 (1 Wo.)AT | — | Erstveröffentlichung: 23. Oktober 2015                                                                   |
| 2016 | Holland A, P 257ers                                  | DE18 Gold · (25 Wo.)DE | — | — | Erstveröffentlichung: 16. Juni 2016 Verkäufe: + 200.000                                                  |
| 2016 | Holz A, P 257ers                                     | DE7 Platin · (32 Wo.)DE | AT9 (23 Wo.)AT | — | Erstveröffentlichung: 1. Juli 2016 Verkäufe: + 400.000                                                   |
| 2017 | Afro Trap, Part. 8 (Never) A, P MHD                  | — | — | CH42 (4 Wo.)CH | Erstveröffentlichung: 24. Februar 2017 Verkäufe: + 133.333                                               |
| 2017 | Doverstreet P RIN                                    | DE81 (2 Wo.)DE | — | — | Erstveröffentlichung: 31. März 2017                                                                      |
| 2017 | Bros P RIN                                           | DE27 Platin · (40 Wo.)DE | AT56 Gold · (4 Wo.)AT | CH— GoldCH | Erstveröffentlichung: 6. Mai 2017 Verkäufe: + 425.000                                                    |
| 2017 | Monica Bellucci A, P RIN                             | DE15 Platin · (28 Wo.)DE | AT43 Gold · (8 Wo.)AT | CH91 Gold · (1 Wo.)CH | Erstveröffentlichung: 15. August 2017 Verkäufe: + 425.000                                                |
| 2018 | Need for Speed A, P RIN                              | DE56 (3 Wo.)DE | — | — | Erstveröffentlichung: 1. Juni 2018                                                                       |
| 2018 | Dior 2001 A, P RIN                                   | DE4 ×3Dreifachgold · (29 Wo.)DE | AT6 Platin · (23 Wo.)AT | CH4 (11 Wo.)CH | Erstveröffentlichung: 17. August 2018 Verkäufe: + 630.000                                                |
| 2019 | Vintage A, P RIN                                     | DE6 Gold · (12 Wo.)DE | AT4 (8 Wo.)AT | CH14 (3 Wo.)CH | Erstveröffentlichung: 24. Mai 2019 Verkäufe: + 200.000                                                   |
| 2019 | Up in Smoke A, P RIN                                 | DE2 Gold · (12 Wo.)DE | AT3 (9 Wo.)AT | CH2 (8 Wo.)CH | Erstveröffentlichung: 30. August 2019 Verkäufe: + 200.000                                                |
| 2019 | Fabergé A, P RIN                                     | DE7 Gold · (11 Wo.)DE | AT6 (6 Wo.)AT | CH9 (4 Wo.)CH | Erstveröffentlichung: 27. September 2019 Verkäufe: + 200.000                                             |
| 2019 | Keine Liebe A, P RIN feat. Bausa                     | DE5 Gold · (23 Wo.)DE | AT6 (16 Wo.)AT | CH7 (8 Wo.)CH | Erstveröffentlichung: 18. Oktober 2019 Verkäufe: + 200.000 Original: Echt – Du trägst keine Liebe in dir |
| 2019 | Bietigheimication A, P RIN                           | DE15 (3 Wo.)DE | AT16 (1 Wo.)AT | CH29 (2 Wo.)CH | Erstveröffentlichung: 29. November 2019                                                                  |
| 2020 | Ayo Technology A, P Kynda Gray feat. RIN             | DE7 (8 Wo.)DE | AT18 (3 Wo.)AT | CH34 (1 Wo.)CH | Erstveröffentlichung: 26. Juni 2020                                                                      |
| 2021 | Dirty South A, P RIN                                 | DE4 (2 Wo.)DE | AT15 (1 Wo.)AT | CH26 (1 Wo.)CH | Erstveröffentlichung: 8. Januar 2021                                                                     |
| 2021 | Meer A, P RIN                                        | DE15 (3 Wo.)DE | AT25 (1 Wo.)AT | CH54 (1 Wo.)CH | Erstveröffentlichung: 5. März 2021 Original: Nirvana – Heart-Shaped Box                                  |
| 2021 | San Andreas A, P RIN                                 | DE19 (3 Wo.)DE | AT19 (2 Wo.)AT | CH41 (1 Wo.)CH | Erstveröffentlichung: 30. April 2021                                                                     |
| 2021 | Sado A, P RIN                                        | DE80 (1 Wo.)DE | — | — | Erstveröffentlichung: 22. Juni 2021                                                                      |
| 2021 | Insomnia A, P RIN feat. Giant Rooks                  | DE25 (1 Wo.)DE | AT45 (1 Wo.)AT | CH79 (1 Wo.)CH | Erstveröffentlichung: 25. Juni 2021                                                                      |
| 2021 | Willkommen zurück A, P Clueso feat. Andreas Bourani  | DE91 (1 Wo.)DE | — | — | Erstveröffentlichung: 1. Juli 2021                                                                       |
| 2021 | 1976 A, P RIN                                        | DE21 (3 Wo.)DE | AT46 (2 Wo.)AT | CH59 (2 Wo.)CH | Erstveröffentlichung: 13. August 2021                                                                    |
| 2021 | Apple A, P RIN                                       | DE28 (2 Wo.)DE | AT43 (1 Wo.)AT | CH68 (1 Wo.)CH | Erstveröffentlichung: 17. September 2021                                                                 |
| 2021 | FYM A, P RIN                                         | DE42 (1 Wo.)DE | AT64 (1 Wo.)AT | CH82 (1 Wo.)CH | Erstveröffentlichung: 22. Oktober 2021                                                                   |
| Folgende Lieder erschienen nicht als Single, wurden aber durch das Album zum Download und Streaming bereitgestellt und konnten somit eine Platzierung erlangen: |                                                      | | | | |
| |                                                      | | | | |
| 2014 | Karate A, P Kollegah feat. Casper                    | DE46 (2 Wo.)DE | — | — | Charteinstieg: 23. Mai 2014                                                                              |
| 2014 | Cohibas, blauer Dunst A, P Kollegah feat. Farid Bang | DE61 (1 Wo.)DE | — | — | Charteinstieg: 23. Mai 2014                                                                              |
| 2014 | Rolex Daytona A, P Kollegah feat. The Game           | DE95 (1 Wo.)DE | — | — | Charteinstieg: 23. Mai 2014                                                                              |
| 2015 | Red Light District Anthem A, P Kollegah              | DE68 (1 Wo.)DE | — | — | Charteinstieg: 16. Oktober 2015                                                                          |
| 2015 | Medusa A, P Kollegah feat. Farid Bang                | DE90 (1 Wo.)DE | — | — | Charteinstieg: 16. Oktober 2015                                                                          |
| 2015 | Empire Business A, P Kollegah                        | DE32 (2 Wo.)DE | — | — | Charteinstieg: 18. Dezember 2015                                                                         |
| 2015 | Blutdiamanten A, P Kollegah                          | DE34 (1 Wo.)DE | — | — | Charteinstieg: 18. Dezember 2015                                                                         |
| 2015 | Bye Bye Mr. President A, P Kollegah                  | DE46 (1 Wo.)DE | — | — | Charteinstieg: 18. Dezember 2015                                                                         |
| 2015 | Intro A, P Kollegah                                  | DE50 (1 Wo.)DE | — | — | Charteinstieg: 18. Dezember 2015                                                                         |
| 2015 | Schusswaffengeräusche A, P Kollegah                  | DE52 (1 Wo.)DE | — | — | Charteinstieg: 18. Dezember 2015                                                                         |
| 2015 | Kool & the Gang A, P Kollegah                        | DE56 (1 Wo.)DE | — | — | Charteinstieg: 18. Dezember 2015                                                                         |
| 2015 | V.I.P.I.M.P. A, P Kollegah                           | DE67 (1 Wo.)DE | — | — | Charteinstieg: 18. Dezember 2015                                                                         |
| 2015 | Wall Street A, P Kollegah                            | DE79 (1 Wo.)DE | — | — | Charteinstieg: 18. Dezember 2015                                                                         |
| 2015 | Weißer Testarossa A, P Kollegah                      | DE97 (1 Wo.)DE | — | — | Charteinstieg: 18. Dezember 2015                                                                         |
| 2017 | Nightlife P RIN                                      | DE63 (1 Wo.)DE | — | — | Charteinstieg: 8. September 2017                                                                         |
| 2017 | Bass P RIN                                           | DE73 (1 Wo.)DE | — | — | Charteinstieg: 8. September 2017                                                                         |
| 2017 | Blackout P RIN                                       | DE78 Gold · (1 Wo.)DE | — | — | Charteinstieg: 8. September 2017 Verkäufe: + 200.000                                                     |
| 2017 | Gamma P RIN                                          | DE92 (1 Wo.)DE | — | — | Charteinstieg: 8. September 2017                                                                         |
| 2021 | Trance A, P RIN                                      | DE80 (1 Wo.)DE | — | — | Videoauskopplung: 10. Dezember 2021 Charteinstieg: 17. Dezember 2021                                     |
| 2022 | Commitment Issues A, P RIN                           | DE9 (9 Wo.)DE | AT17 (3 Wo.)AT | CH6 (4 Wo.)CH | Erstveröffentlichung: 15. Juli 2022                                                                      |
| 2022 | Lola rennt A, P RIN                                  | DE67 (1 Wo.)DE | — | CH100 (1 Wo.)CH | Erstveröffentlichung: 15. Juli 2022                                                                      |

## Sonderveröffentlichungen
| Jahr | Titel Album     | Anmerkungen                                                           |
| ---- | --------------- | --------------------------------------------------------------------- |
| 2014 | Feuerwerk #uded | Erstveröffentlichung: 29. August 2014 Koree feat. Alexis Troy & Flaze |

| Jahr | Titel Interpretation      | Anmerkungen                         |
| ---- | ------------------------- | ----------------------------------- |
| 2019 | Pray for Me You Me at Six | Erstveröffentlichung: 19. Juli 2019 |

## Statistik

### Chartauswertung
|                     | DE     | AT     | CH     |
| ------------------- | ------ | ------ | ------ |
| Nummer-eins-Alben   | DE—DE  | AT—AT  | CH—CH  |
| Top-10-Alben        | DE10DE | AT6AT  | CH5CH  |
| Alben in den Charts | DE45DE | AT22AT | CH22CH |

|                       | DE     | AT     | CH     |
| --------------------- | ------ | ------ | ------ |
| Nummer-eins-Singles   | DE—DE  | AT—AT  | CH—CH  |
| Top-10-Singles        | DE10DE | AT6AT  | CH5CH  |
| Singles in den Charts | DE51DE | AT23AT | CH22CH |

### Auszeichnungen für Musikverkäufe

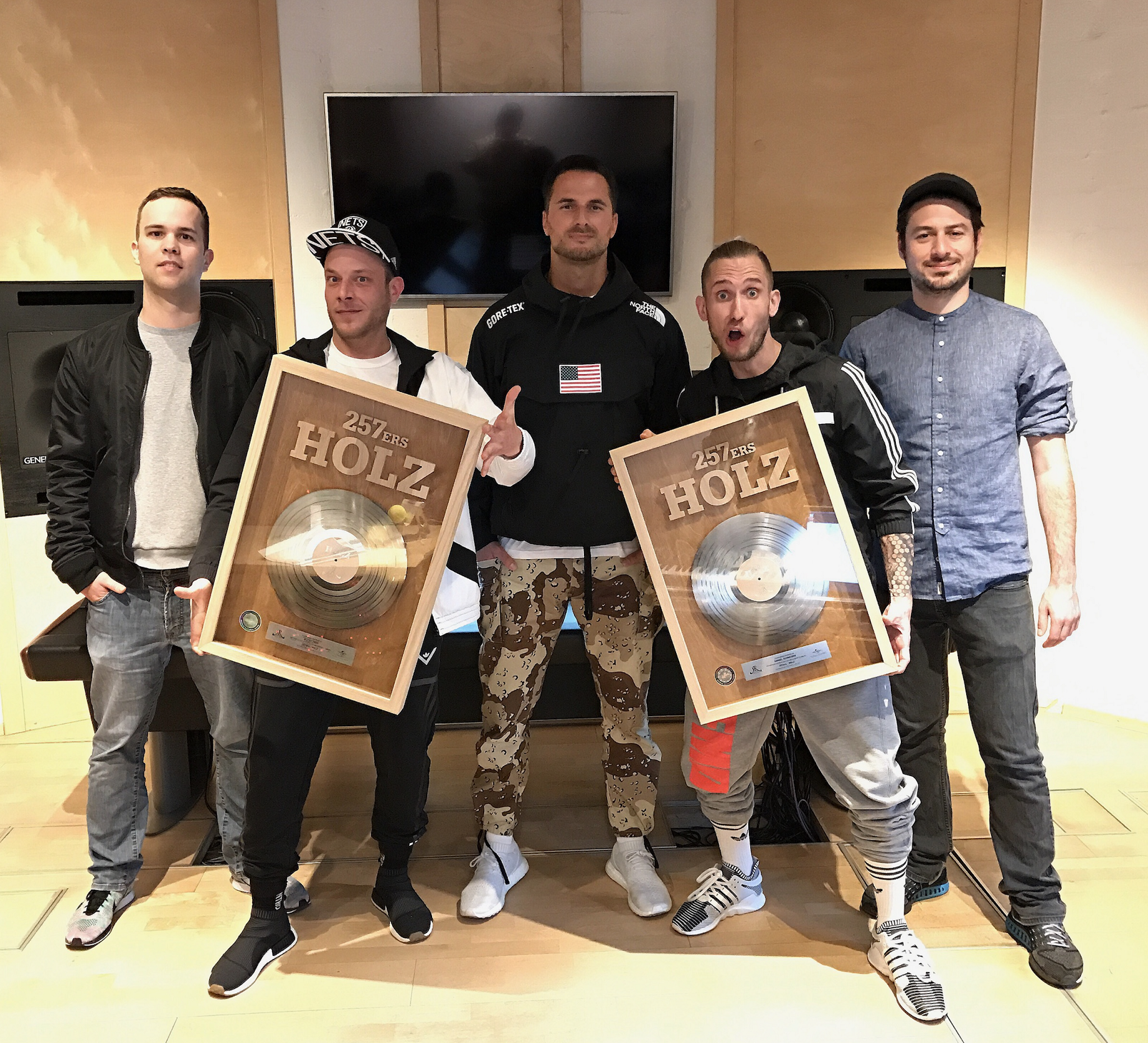
Platinverleihung von Holz.

| Platin-Schallplatte - Frankreich - 2017: für die Autorenbeteiligung/Produktion Afro Trap, Part. 8 (Never) (MHD) |

Anmerkung: Auszeichnungen in Ländern aus den Charttabellen bzw. Chartboxen sind in ebendiesen zu finden.
| Land/RegionAuszeichnungen für Musikverkäufe (Land/Region, Auszeichnungen, Verkäufe, Quellen) | Gold       | Platin     | Verkäufe  | Quellen           |
| -------------------------------------------------------------------------------------------- | ---------- | ---------- | --------- | ----------------- |
| Deutschland (BVMI)                                                                           | 11× Gold11 | 4× Platin4 | 3.650.000 | musikindustrie.de |
| Frankreich (SNEP)                                                                            | —          | Platin1    | 133.333   | snepmusique.com   |
| Österreich (IFPI)                                                                            | 2× Gold2   | Platin1    | 60.000    | ifpi.at           |
| Schweiz (IFPI)                                                                               | 2× Gold2   | —          | 20.000    | hitparade.ch      |
| Insgesamt                                                                                    | 15× Gold15 | 6× Platin6 |           |                   |